# Sonntagskränzchen (Stuttgart)

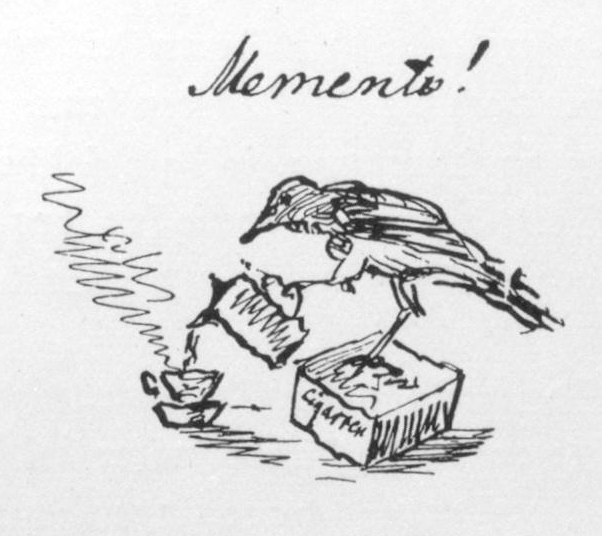
Einladung zum Sonntagskränzchen, Billett Wilhelm Raabes für Ferdinand Scholl, 1867.

Das Sonntagskränzchen war ein Zusammenschluss von literarisch interessierten Männern in Stuttgart, die sich zwischen 1867 und 1894 im Winter alle 14 Tage zum Kaffeekränzchen trafen. Zu dem Kreis gehörten unter anderem die Schriftsteller Wilhelm Raabe, Ferdinand Freiligrath und Friedrich Wilhelm Hackländer sowie der Maler Heinrich von Rustige.

## Verein
Das Sonntagskränzchen war ein informeller Zusammenschluss eines engen Kreises von literarisch interessierten Männern in Stuttgart, vorwiegend von Schriftstellern, Künstlern und Honoratioren. Man sprach über Tagesfragen und vor allem über literarische Ereignisse, gelegentlich wurden auch einzelne Arbeiten von Teilnehmern besprochen. Von 1867 bis 1894 traf man sich im Winter alle 14 Tage in der Wohnung eines Teilnehmers, bisweilen auch in einer Gaststätte.
Der Gastgeber sandte den Teilnehmern zur Einladung eine kurze Notiz, manchmal auch eine Zeichnung oder Karikatur. Die Kränzchen fanden sonntags von 15:30 bis 20 Uhr statt „bei bescheidener Bewirtung mit Kaffee und nachher Bier und Laugenbrezeln unter stärkster Tabackrauchentwicklung“. Einige Teilnehmer des Sonntagskränzchens waren auch Mitglieder der Künstlergesellschaft „Das strahlende Bergwerk“ oder nahmen an den informellen Treffen des „Kaffee Reinsburg“ teil.
| - Einladung zum Sonntagskränzchen, Karikatur Wilhelm Raabes für Albert Dulk, 1867. | - Einladung zum Sonntagskränzchen, Karikatur von Ferdinand Scholl für Wilhelm Raabe, Jahr unbekannt. |

## Mitglieder
Zu den bekannteren Teilnehmern des Kränzchens gehörten die Schriftsteller Albert Dulk, Johann Georg Fischer, Ferdinand Freiligrath, Friedrich Wilhelm Hackländer, Otto Müller, Otfried Mylius und Wilhelm Raabe sowie der Schauspieler und Lyriker Feodor Löwe und der Maler Heinrich Rustige.
Bisweilen nahmen auch auswärtige Gäste an den Treffen teil, unter anderem die Schriftsteller Berthold Auerbach und Friedrich Bodenstedt, der Dichterarzt Theobald Kerner, der Philosoph Friedrich Theodor Vischer und die Redakteure der demokratischen Zeitschrift „Der Beobachter“ Ludwig Pfau und Hermann Kurz.